# Lago Sigöldulón
O lago Sigöldulón, também conhecido por Krókslón, é um reservatório situado próximo de Landmannalaugar no sul da Islândia, que se conta entre os vinte maiores lagos do país com uma superfície de 14 km².
Quer o lago quer a central eléctrica perto dele (Sigölduvirkjun) herdaram os nomes de um tufo que se eleva 600 metros acima do nível do mar localizado no sítio onde o rio Tungnaá passava por um canyon. As suas águas agora fluem pela central, construída entre 1973 e 1977.